# بيني وارنر
بيني وارنر (بالإنجليزية: Penny Warner)‏ (14 أبريل 1947، مدينة أوكيناوا في اليابان)؛ كاتِبة مُتخصِّصة في أدب الأطفال وروائية أمريكية.